# Англо-зулуська війна

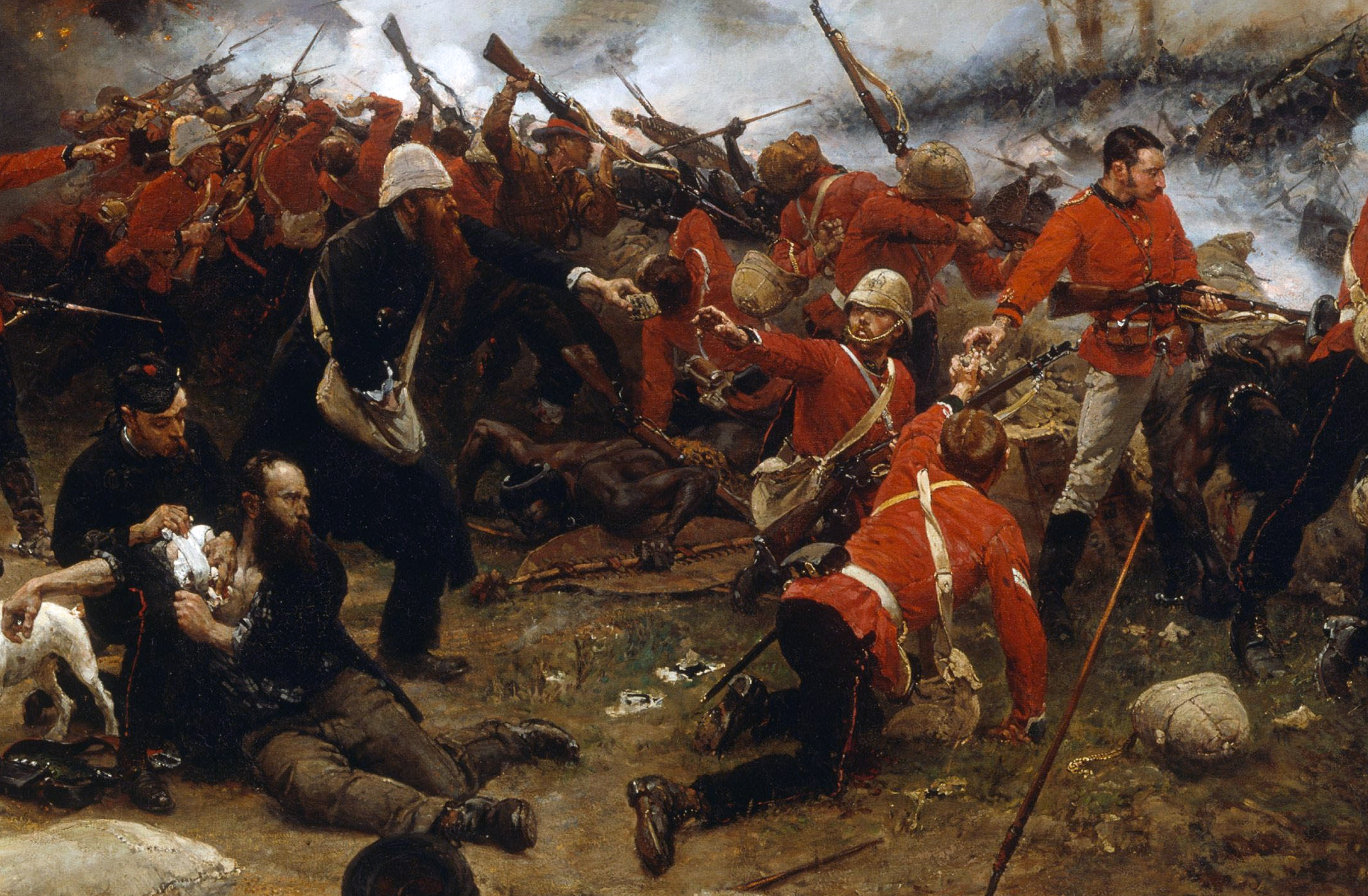
Битва при Роркс-Дрифт

Англо-зулуська війна 1879 року — війна між Британською імперією і Зулуським королівством. Після того, як лорду Карнарвону вдалося створити Канадську федерацію, було прийнято рішення аналогічним шляхом створити конфедерацію з декількох африканських королівств і бурських республік. У 1874 році сер Генрі Фрер був направлений у Південну Африку з цією метою. Перешкодою для британських планів було існування декількох незалежних республік і Зулуленду з його армією. 11 грудня 1878 року Фрер направляє зулусам ультиматум, не обговорюючи це питання з британським урядом. Після відмови короля зулусів прийняти ультиматум, Фрер направив у Зулуленд армію лорда Челмсфорда. Ця війна увійшла в історію кількома знаменитими битвами, такими як розгром британського батальйону при Ізандлвані або героїчна оборона місії Роркс-Дрифт. Підсумком війни стала ліквідація зулуської незалежності.

## Причини війни
Зростання напруженості сприяло унікальне положення зулуської держави, яка зберегла до 1870-х років свою незалежність, військову організацію і традиційний спосіб життя. При Кечвайо військо зулусів налічувало 25-30 тис. осіб, за допомогою британського торговця Дж. Данна був створений загін воїнів, озброєних вогнепальною зброєю, робилися спроби організувати кавалерію. Військо зулусів було найпотужнішою, великою і дисциплінованою силою африканців в Південній Африці.
У 1877—1878 роках зріс політичний тиск на Кечвайо, якого колоністи зображували як жорстокого тирана, який намагався відродити найбільш криваві звичаї, що існували в часи Шаки. У цих умовах Кечвайо виявляв максимум витримки. Його головним прагненням було зберегти мир, так як він добре розумів безнадійність відкритого військового зіткнення з європейцями.
Неминучість військового зіткнення між зулусами і Великою Британією стала очевидною після британської анексії Трансвааля у квітні 1877 року. Ці дії були частиною більш широкого плану по об'єднанню всієї Південної Африки під владою Великої Британії у складі Південно-Африканської конфедерації. Збереження незалежності зулусів цей проект не передбачав. Навпаки, існування незалежної зулуської держави вбачалась як головна перешкода на шляху до цієї мети.

## Ультиматум
11 грудня 1878 року верховний комісар Південної Африки сер Бернард Фрер пред'явив королю зулусів Кечвайо ультиматум, основними умовами якого були розпуск зулуського війська, відмова від сформованої Шакою військової системи, свобода дій для британських місіонерів у Зулуленді, а також згода на розміщення в Зулуленді британського резидента, який повинен був слідкувати за дотриманням умов ультиматуму і бути присутнім при вирішенні будь-яких конфліктів, у яких брали участь європейці або місіонери. Фактично, мова йшла про перетворення королівства в протекторат Британської імперії.
Хоча на виконання вимог ультиматуму було надано один місяць, вже в день вручення ультиматуму на кордоні провінції Наталь були зосереджені шість піхотних батальйонів з артилерією і допоміжними військами. Надалі британці не припиняли підготовку до військової експедиції.

## Бойові дії
Відмова Кечвайо виконувати умови ультиматуму 11 грудня 1878 року дала британцям привід до оголошення війни. 11 січня 1879 року з дозволу британського уряду армія під командуванням Фредеріка Огастаса Тезігера, лорда Челмсфорда, здійснила вторгнення на зулуську територію. Британські війська рухалися в складі трьох колон і складалися з 5000 британців і 8200 африканців.
22 січня 1879 року в першому великому бою біля пагорба Ізандлвана чисельно перевершуюча армія зулусів знищила загін під командуванням полковника Е. Дернфорда і підполковника Генрі Пуллейна; зулуси не брали полонених і знищили понад 1300 солдатів, але і самі зазнали серйозних втрат (близько 3000 убитих).

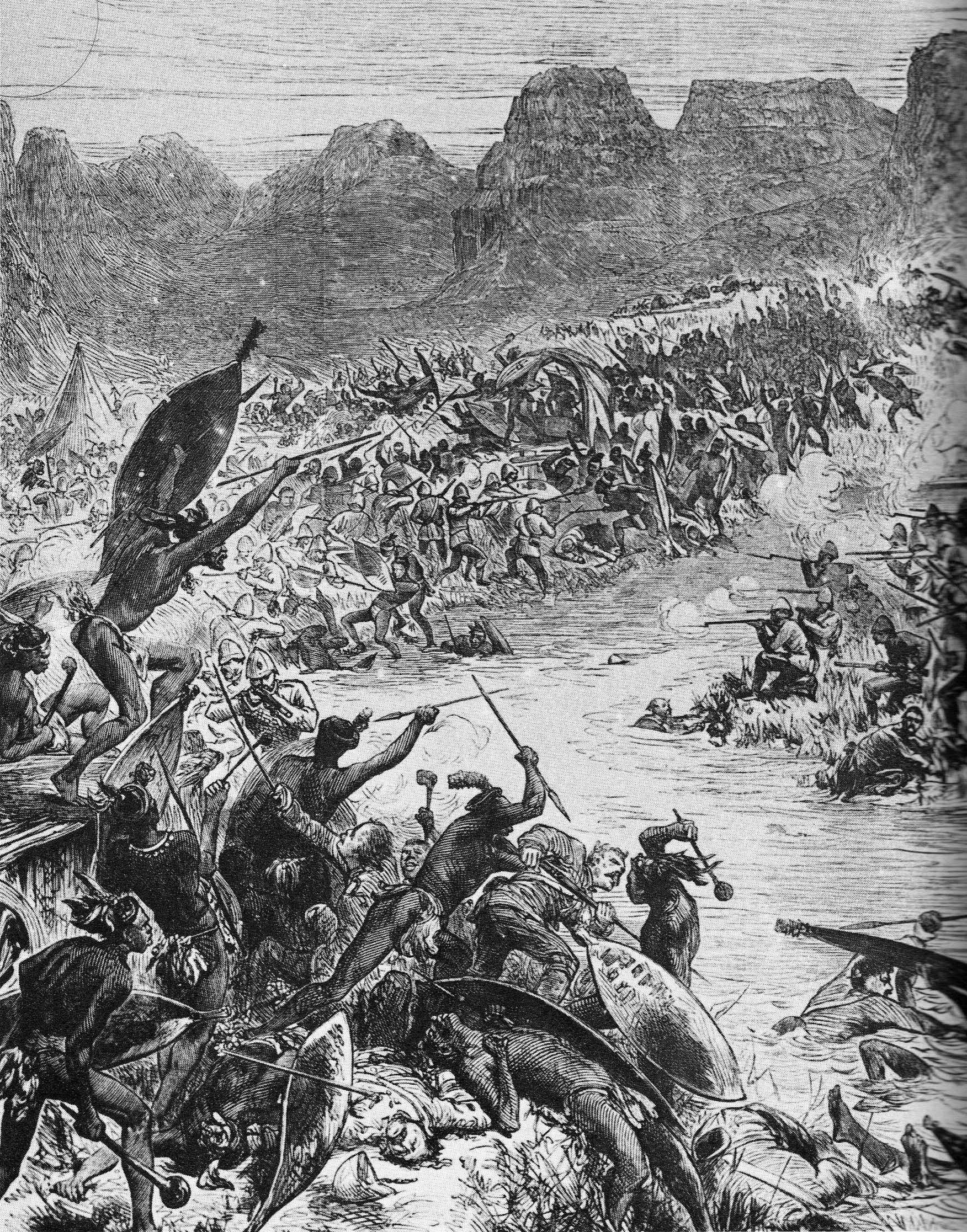
Один з епізодів війни

22-23 січня 4-5 тисяч зулусів здійснили набіг на прикордонний пост Роркс-Дрифт, який обороняло 139 британських солдатів, але після десятигодинної битви були змушені відступити, зазнавши великих втрат (у околицях Роркс-Дрифту після битви було знайдено близько 400 загиблих зулусів).
28 січня 1879 року 1-ша колона, якою командував полковник Чарльз Пірсон була оточена зулусами в краалі Есхове, облога британського табору тут тривала до 4 квітня 1879 року.
Після цих боїв Кечвайо направив до британців кілька гінців з пропозиціями укласти мир, але відповіді не отримав. Так як у Кечвайо не було планів вторгнення до Наталю, наступило відносне затишшя у війні, і британці отримали можливість оправитися від втрат і дочекатися підкріплення.
12 березня у битві на березі річки Інтомбе зулуси атакували британський загін, 62 з 106 британських солдатів були вбиті.
Але до цього часу британці підготувалися до нового наступу, а 28 березня 4-та колона полковника Генрі Івліна Вуда атакувала зулусів у Хлобане, але на підмогу до зулусів прибула армія в 26 000 осіб, і британці були переможені. Їх втрати вбитими становили 15 офіцерів і 210 рядових (з них 100 африканців).
На наступний день, 29 березня 1879 року 20 тисяч зулуських воїнів без дозволу Кечвайо напали на табір Вуда в Камбулі, в якому знаходилися 1800 європейських і 900 тубільних солдатів, але зазнали поразки, втрати британців склали 84 чоловік убитими, зулусів — понад 1000 убитими. Битва при Камбулі вважається переломним моментом у війні.
Тим часом 29 березня лорд Челмсфорд виступив на чолі армії, що складалася з 3400 європейських і 2300 африканських солдатів, на допомогу обложеній в Есхове 1-й колоні. 2 квітня він переміг зулусів в бою при Гінгіндлові, а 4 квітня прибув у Есхове, поклавши кінець двомісячній облозі.
Після поразок у Камбулі і Гінгіндлові Кечвайо був готовий піти на примирення, але лорд Челмсфорд вирішив продовжувати війну до повного розгрому зулусів. 4 липня відбулася остання битва у війні. Об'єднана британська армія Челмсфорда завдала нищівної поразки зулусам, якими командував Кечвайо, у битві біля королівського краалю Улунді. Втрати зулусів склали 1500 осіб, британці втратили 10 чоловік убитими та 87 пораненими.

## Після війни
28 серпня 1879 року Кечвайо був взятий у полон і доставлений у Кейптаун. Влада династії нащадків Шаки припинилася, країна зулусів була розділена між 13 «вождями», які підпорядковувалися британським «резидентам», при цьому головним, «білим вождем» всіх зулусів був призначений європеєць Джон Данн. Згідно з мирним договором, зулуси повинні були сплачувати податок «на хатини і худобу».

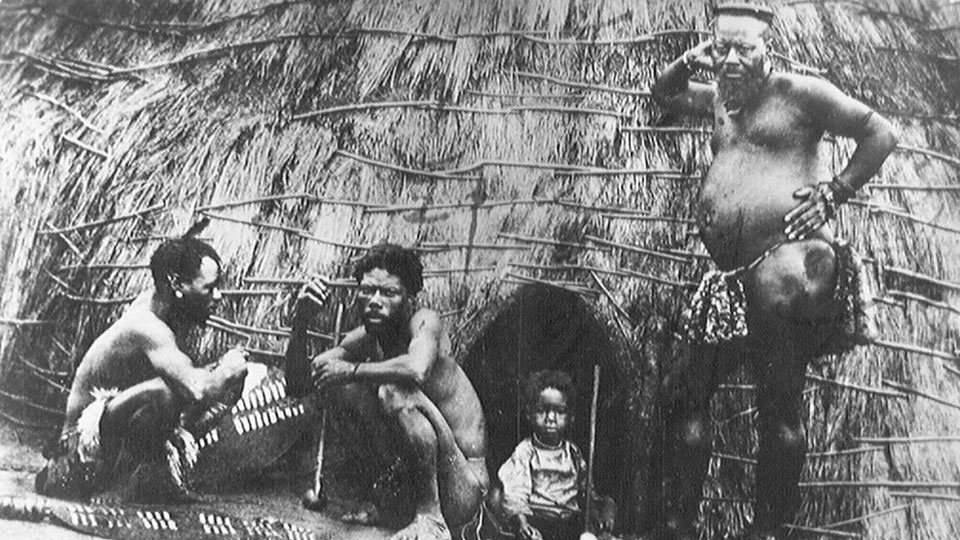
Зулуси (фото приб. 1880 року)

Кожен «вождь» підписав договір, де він обіцяв відмовитися від військової системи зулусів. На одному з перших місць у договорі також стояло зобов'язання заохочувати чоловіків вирушати на заробітки в Наталь або інші британські території. Також «вожді» зобов'язалися відмовитися від ввезення вогнепальної зброї і вирішувати всі суперечки з іншими «вождями» при посередництві британської резидента. В іншому зулуси отримали повну автономію.
Однак це «врегулювання» не принесло миру. Вже в 1880 році в Зулуленді фактично розпочалася громадянська війна між Сібебу, Хаму, Дж. Данном і прихильниками поваленого Кечвайо.
У 1883 році територія королівства зулусів була розділена між трьома вождями: Сібебу, Ухаму і Кечвайо, який був повернутий британцями в Зулуленд.
Навесні 1883 року вождь племені мандлаказі Сібебу, влада якого поширювалася на північну частину країни, почав війну. 30 березня 1883 року він напав на долину Мсебе, а 21 липня 1883 року — напав на крааль Улунді, убивши багатьох прихильників Кечвайо. Сам Кечвайо був поранений у бою, був змушений тікати. 8 лютого 1884 року помер у краалі Ешове. Аж до дня своєї смерті Кечвайо виступав проти залучення європейців до участі в міжусобних війнах.
Опір зулусів було остаточно придушений в 1887 році, до цього часу вони були зігнані в декілька адміністративно-територіальних утворень, найбільшим з яких був «Зулуленд» — простір між річкою Тугела і річкою Умзимкулу загальною площею 27 тис. км².
Останнє повстання зулусів було в 1906 році, після того, як у січні 1906 року влада ввела подушний податок на все доросле чоловіче населення. Повстання під керівництвом вождя Бамбата тривало з травня по червень 1906 року, на його придушення було кинуто понад 5 тис. солдатів і волонтерів, у результаті повстання було вбито 4 тис. зулусів.

## Пам'ять, відображення в літературі та мистецтві
Події англо-зулуської війни знайшли відображення в творчості художника-баталіста Чарльза Едвіна Фріппа (1854—1906).
Про бій у Роркс-Дрифт у 1964 році був знятий художній фільм «Зулуси».
У 1979 році вийшов фільм «Світанок зулусів».
Їй присвячений один із скетчів у фільмі «Сенс життя по Монті Пайтону».